# Martin Loiperdinger
Martin Loiperdinger (ur. 1952) – profesor medioznawstwa Uniwersytetu w Trier, politolog i germanista. Jest współwydawcą pisma poświęconego historii kina - KINtop - Jahrbuch zur Erforschung des frühen Films. Autor publikacji książkowych i filmów o tejże tematyce.